# Plateaux (Gabun)
Plateaux ist ein Departement in der Provinz Haut-Ogooué in Gabun und liegt im Osten des Landes. Das Departement hatte 2013 etwa 9000 Einwohner.

## Gliederung
- Lékoni